# Dorota Dziadkowiec-Michoń
Dorota Dziadkowiec-Michoń (ur. 8 maja 1969 w Miłkowie) – polska biegaczka narciarska specjalizująca się w biegach długodystansowych.

## Kariera
Zawodniczka i trenerka KS Śnieżka Karpacz. Pochodzi z Miłkowa koło Jeleniej Góry. W klasyfikacji Worldloppet Cup zwyciężała w latach 1990, 1991 i 1992, a w 1998 roku zajęła trzecie miejsce. Była także piąta w klasyfikacji generalnej FIS Marathon Cup w sezonie 2002/2003. Nigdy nie startowała na Igrzyskach olimpijskich ani mistrzostwach świata. Jest wielokrotną medalistką mistrzostw Polski, na których zdobyła 7 złotych (5 km stylem klasycznym (1999), 23 km stylem klasycznym (2003), 25 stylem klasycznym (2004, 2005), 30 m stylem klasycznym (2002, 2006), 30 km stylem dowolnym (1999)), 10 srebrnych (5 km stylem klasycznym (2003), 10 km stylem klasycznym (2002), 10 km stylem łączonym (2002), 15 km stylem dowolnym (2000), 15 km stylem klasycznym (1999), 30 km stylem klasycznym (2000, 2007), 3 x 5 km (1999, 2000, 2001)) i 9 brązowych medali (5 km stylem klasycznym (2000, 2004), 10 km stylem dowolnym (1999), 10 km stylem klasycznym (2001), 10 km stylem łączonym (2001), 15 km stylem dowolnym (2001, 2002, 2003), 3 x 5 km (1998)
Polka m.in. wygrała maraton König-Ludwig-Lauf w Niemczech w 1999 roku, była druga w maratonie Dolomitenlauf w Austrii w 1992 roku, zajęła szóste miejsce w Biegu Wazów w Szwecji w 1991 roku oraz była siódma w maratonie La Sgambeda we Włoszech w 2006 roku.
Jej mężem był narciarz i trener Stanisław Michoń.

## Osiągnięcia

### Puchar Świata

#### Miejsca w klasyfikacji generalnej
- sezon 2003/2004: 77.

#### Miejsca na podium
Dziadkowiec nigdy nie stała na podium indywidualnych zawodów Pucharu Świata.

#### Miejsca w poszczególnych zawodach
| Sezon 2003/2004 |                             |                      |                      |                         |                       |                            |                        |                        |                      |                        |                            |                         |                               |                          |                            |                        |                      |                        |                      |                      |                   |                      |                        |                           |        |        |        |        |        |        |        |        |        |        |        |        |        |        |        |        |        |        |        |        |        |
| Düsseldorf 25.10 (SP F) | Beitostølen 22.11 (15 km F) | Ruka 28.11 (15 km C) | Ruka 29.11 (2x15 km) | Dobbiaco 6.12 (30 km F) | Davos 13.12 (15 km C) | Val di Fiemme 16.12 (SP C) | Ramsau 20.12 (2x15 km) | Ramsau 21.12 (10 km F) | Falun 6.01 (2x15 km) | Otepää 10.01 (30 km C) | Nové Město 17.01 (15 km C) | Nové Město 18.01 (SP F) | Val di Fiemme 25.01 (70 km C) | La Clusaz 6.02 (15 km F) | Oberstdorf 13.02 (2x15 km) | Sztokholm 18.02 (SP C) | Umea 21.02 (15 km C) | Trondheim 24.02 (SP F) | Drammen 26.02 (SP C) | Oslo 28.02 (50 km F) | Lahti 5.03 (SP F) | Lahti 7.03 (15 km C) | Pragelato 12.03 (SP F) | Pragelato 14.03 (30 km F) | punkty | punkty | punkty | punkty | punkty | punkty | punkty | punkty | punkty | punkty | punkty | punkty | punkty | punkty | punkty | punkty | punkty | punkty | punkty | punkty | punkty |
| - | -                           | -                    | -                    | -                       | -                     | -                          | -                      | -                      | -                    | -                      | -                          | -                       | 17                            | -                        | -                          | -                      | -                    | -                      | -                    | -                    | -                 | -                    | -                      | -                         | 14     | 14     | 14     | 14     | 14     | 14     | 14     | 14     | 14     | 14     | 14     | 14     | 14     | 14     | 14     | 14     | 14     | 14     | 14     | 14     | 14     |
| Legenda |                             |                      |                      |                         |                       |                            |                        |                        |                      |                        |                            |                         |                               |                          |                            |                        |                      |                        |                      |                      |                   |                      |                        |                           |        |        |        |        |        |        |        |        |        |        |        |        |        |        |        |        |        |        |        |        |        |
| 1 2 3 4-10 11-30 31-100 Dyskwalifikacja - – zawodnik nie wystartował TdS – Tour de Ski DNS – Zawodnik został zgłoszony do biegu, ale w nim nie wystartował DNF – Zawodnik nie ukończył biegu LPD – Zawodnik został zdublowany |                             |                      |                      |                         |                       |                            |                        |                        |                      |                        |                            |                         |                               |                          |                            |                        |                      |                        |                      |                      |                   |                      |                        |                           |        |        |        |        |        |        |        |        |        |        |        |        |        |        |        |        |        |        |        |        |        |

### FIS Marathon Cup

#### Miejsca w klasyfikacji generalnej
- sezon 1999/2000: ?
- sezon 2000/2001: 22.
- sezon 2001/2002: 38.
- sezon 2002/2003: 5.
- sezon 2003/2004: 11.
- sezon 2004/2005: 12.

#### Miejsca na podium
Dziadkowiec nigdy nie stała na podium zawodów FMC.